# مورغان روبرتسون
مورغان روبرتسون (بالإنجليزية: Morgan Robertson)‏ (30 سبتمبر 1861، أوسويغو في الولايات المتحدة - 24 مارس 1915، اتلانتيك سيتي في الولايات المتحدة)؛ مخترع، كاتب وروائي أمريكي.

## روابط خارجية
- مورغان روبرتسون على موقع IMDb (الإنجليزية)